# Aba nembeli Lőrinc
Aba nembeli Lőrinc († 1277?) magyar főúr az Aba nemzetség atyinai ágából. 1257–1269 között soproni ispán, királyi étekfogó (asztalnokmester).

## Élete
Apja Aba nembeli Péter.
1263-ban IV. Bélától megkapta Locsmánd vármegye királyi birtokait, „az egész locsmándi ispánságot Lanzsér várral és minden vidékével és más a locsmándi ispánsághoz tartozó haszonvételeivel és kerületeivel együtt”. Ez az adomány egyfajta mérföldkőnek tekinthető: ezzel kezdődött a királyi várbirtok-rendszer szétesésének, felszámolódásának utolsó szakasza. Lényegi új eleme az volt, hogy a király nemcsak egy teljes ispánságot adott át Aba Lőrincnek, hanem annak minden szolgáló népét is úgy, hogy csak a vár előkelőinek, a várjobbágyoknak adott lehetőséget az elköltözésre:
„a vár jobbágyai […] és népei ugyanazzal a szabadsággal és szolgálattal, amivel nékünk  és az általunk állított ispánnak tartoztak, tartozzanak Lőrinc mesternek is szolgálni, és ha a vár jobbágyai közül valakik… az említett Lőrinc mesternek nem akarnának engedelmeskedni a szokásos szolgálatban, földjeiket ugyanennek a Lőrinc mesternek, mint földesúrnak hátrahagyván legyen szabad eltávozniuk” (Béli).
1270. május 3. (IV. Béla halála) után Árpád-házi Anna macsói hercegnével II. Ottokárhoz menekült a hercegnével ellenséges és trónra lépő V. István elől, és nyugat-magyarországi várait is átadta a cseh királynak.
Az 1271-es pozsonyi béke után tért vissza az országba; várait visszaadta a királynak. Élete hátralevő, nem túl hosszú részében a borsmonostori apátság kegyura volt; ott is temették el.